# Alestes stuhlmannii
Alestes stuhlmannii là một loài cá thuộc họ Alestiidae. Chúng là loài đặc hữu của sông Ulanga ở Tanzania.